# Sousan Hajipour
Sousan Hajipour (persisch سوسن حاجی پور‎; * 28. September 1990 in Bābol, Māzandarān) ist eine iranische Taekwondoin. Sie startet im Feder- und Weltergewicht.
Hajipour bestritt ihre ersten internationalen Titelkämpfe bei der Juniorenasienmeisterschaft 2006 in Vietnam, schied jedoch frühzeitig aus. Im Erwachsenenbereich debütierte sie bei der Weltmeisterschaft 2009 in Kopenhagen, musste in der Klasse bis 57 Kilogramm jedoch eine Auftaktniederlage hinnehmen. Ihren bislang sportlich größten Erfolg feierte Hajipour bei den Asienspielen 2010 in Guangzhou, wo sie in der Klasse bis 57 Kilogramm ins Halbfinale einzog und die Bronzemedaille gewann. Bei der Weltmeisterschaft 2011 in Gyeongju erreichte sie das Viertelfinale. Dort verlor sie gegen Hou Yuzhuo, erzielte aber ihr bislang bestes WM-Ergebnis. Beim asiatischen Olympiaqualifikationsturnier in Bangkok gewann Hajipour in der Klasse bis 67 Kilogramm das Finale gegen Chu Hoàng Diệu Linh und qualifizierte sich für die Olympischen Spiele 2012 in London. Sie wird, nach Sara Khoshjamal Fekri 2008 in Peking, die zweite iranische Olympiateilnehmerin im Taekwondo sein.